# با افتخار (فیلم)
با افتخار (به انگلیسی: With Honors) فیلمی است محصول سال ۱۹۹۴ و به کارگردانی آلک کشیشیان است. در این فیلم بازیگرانی همچون جو پشی، برندن فریزر، مویرا کلی، پاتریک دمپسی، جاش همیلتون، گور ویدال ایفای نقش کرده‌اند.